# Lamborghini Urraco
Lamborghini Urraco — спортивный автомобиль, выпускавшийся компанией Lamborghini c 1970 по 1979 годы.
По традиции автомобилю было дано название, связанное с корридой. Уррако — кличка быка со знаменитой фермы Миура, выращивающей самых свирепых животных для корриды. По легенде, Уррако убил троих матадоров, установив своеобразный рекорд, повторённый лишь много лет спустя быком по кличке Murciélago [мурсье́лаго], «Летучая мышь», в честь которого также была названа одна из моделей Lamborghini.
К 1979 году было построен 791 автомобиль.

## Urraco P250
Автомобиль — купе 2+2, спроектированное Марчелло Гандини (Marcello Gandini), работавшим в то время дизайнерской компании Bertone. Автомобиль позиционировался как доступная многим альтернатива модели Lamborghini Miura, аналог моделей-конкурентов Ferrari Dino и Porsche 911.
Хотя автомобиль и был показан на Автошоу в Турине в 1970 году, он не был доступен для покупателей до 1973 года.

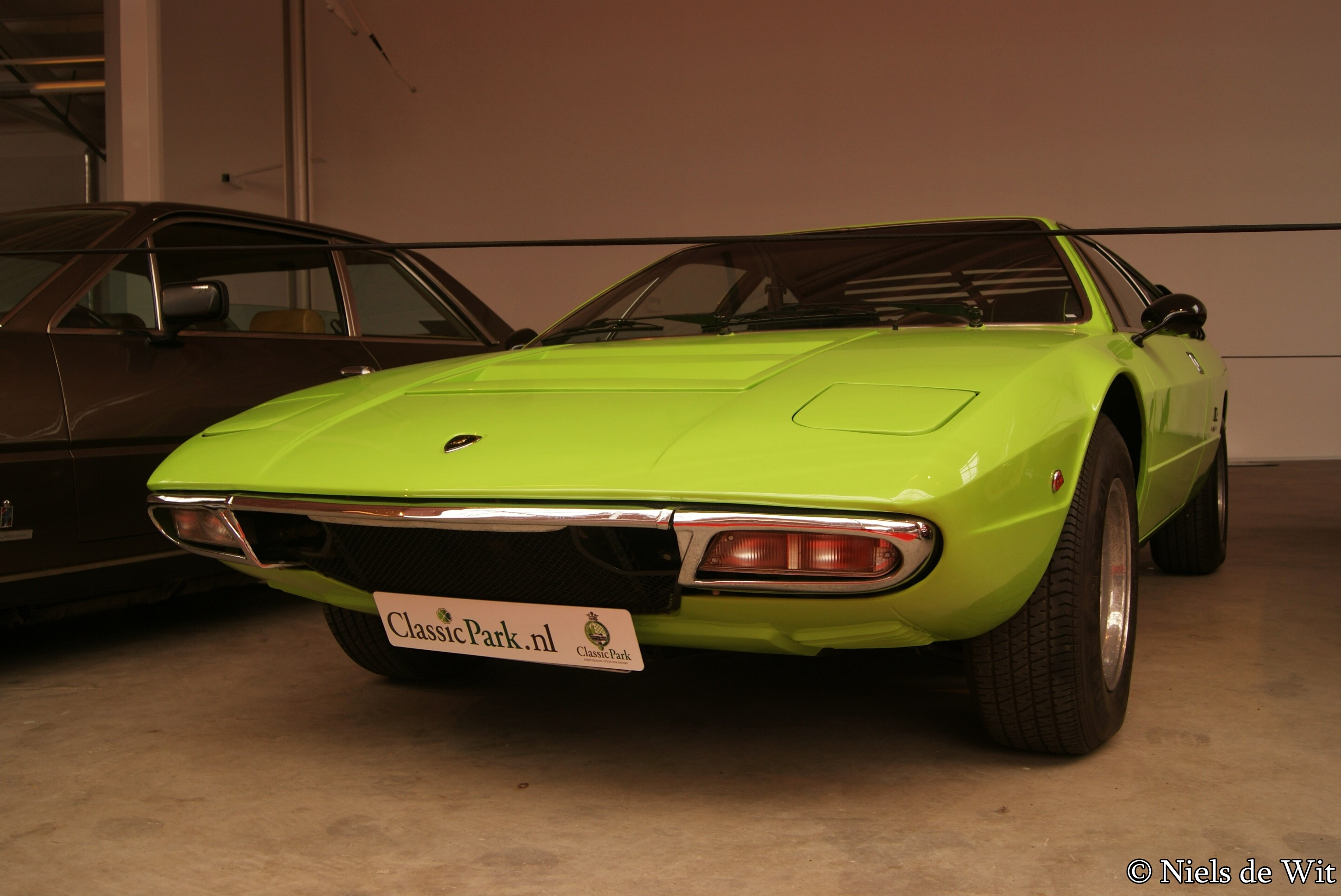
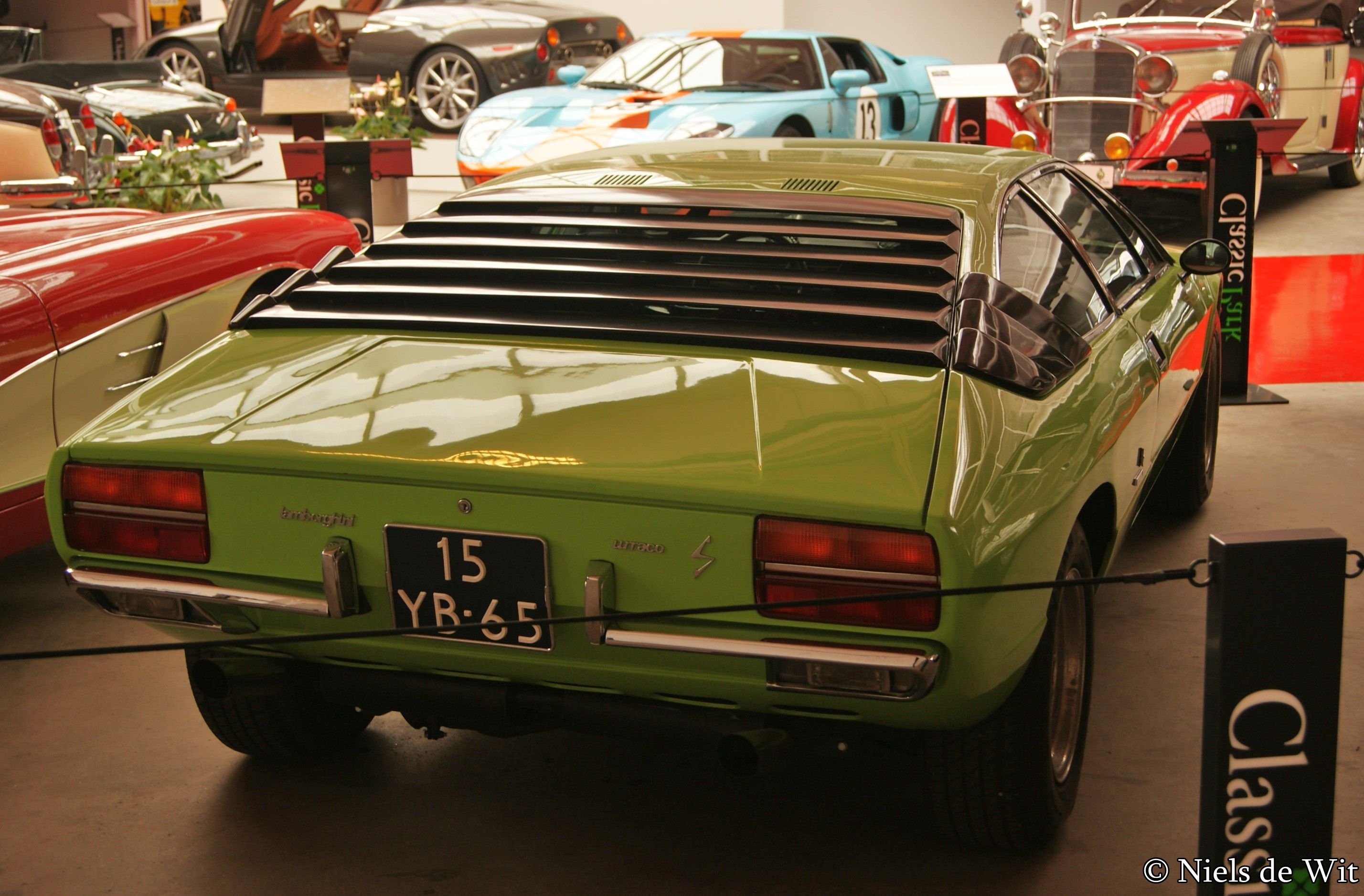

## Urraco P111
Модификация P250 для американского рынка. Для соответствия законодательству США, эта модель имела увеличенные бамперы, другую систему габаритных огней и сниженную мощность двигателя до 180 л. с.
Был построен 21 автомобиль этой модификации.

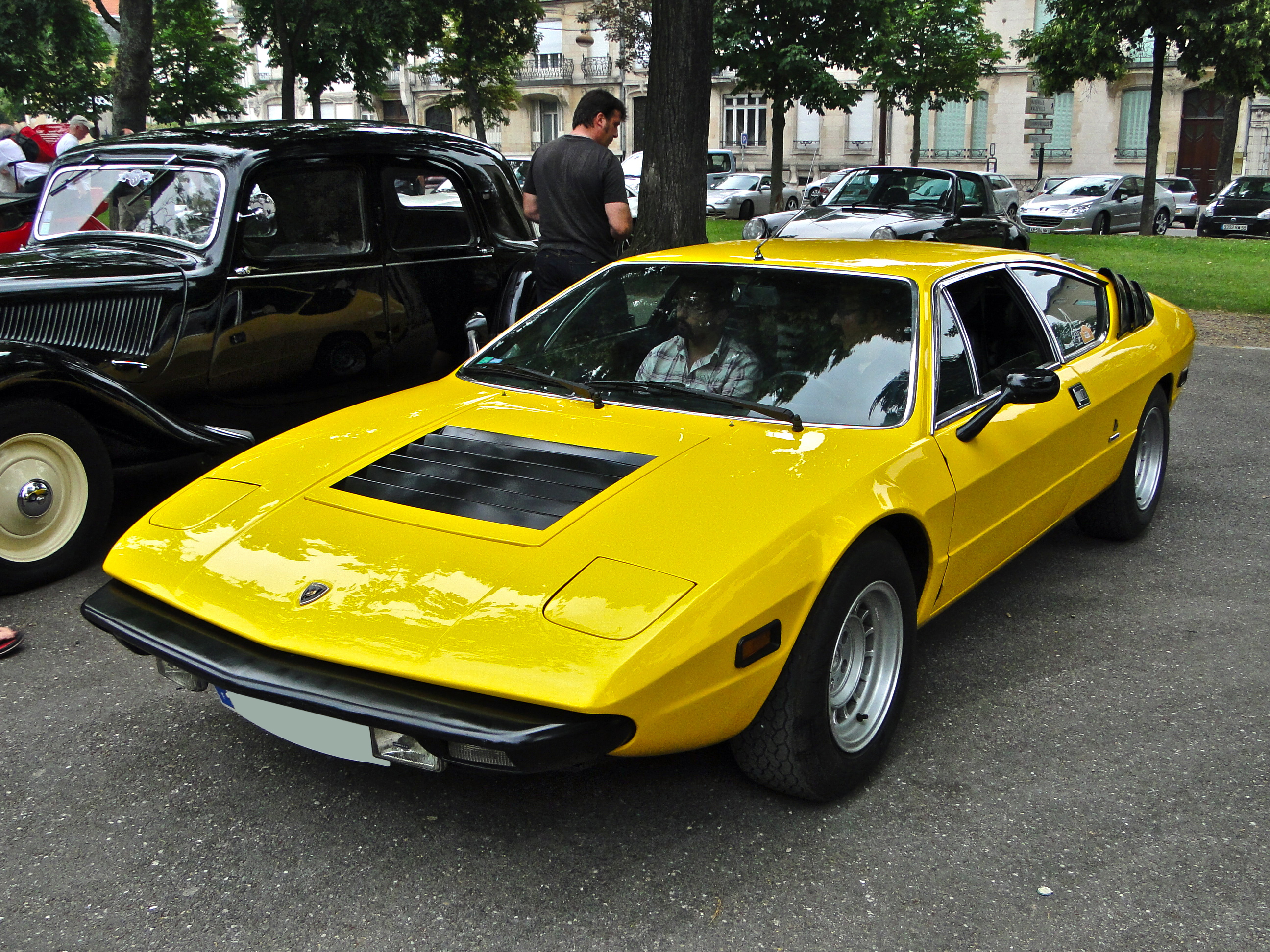

## Urraco P300
P300, была оборудована двигателем Lamborghini V8 объёмом 3 литра. Двигатель был усовершенствован — он получил двойной верхний распределительный вал (DOHC) и цепную передачу. Как результат, мощность этой модификации двигателя была выше чем у Lamborghini V12. Также были внесены изменения в подвеску, коробку передач.

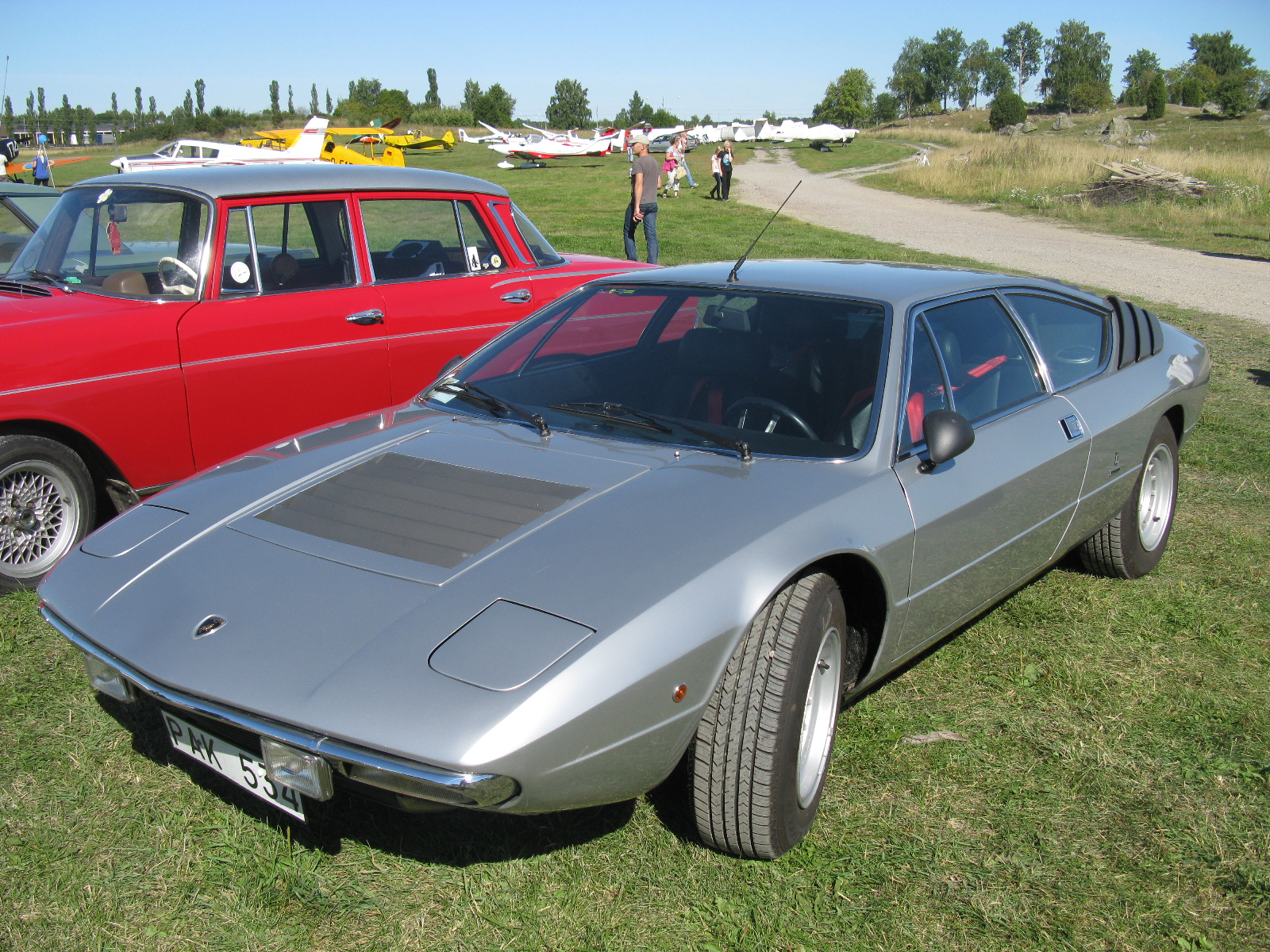
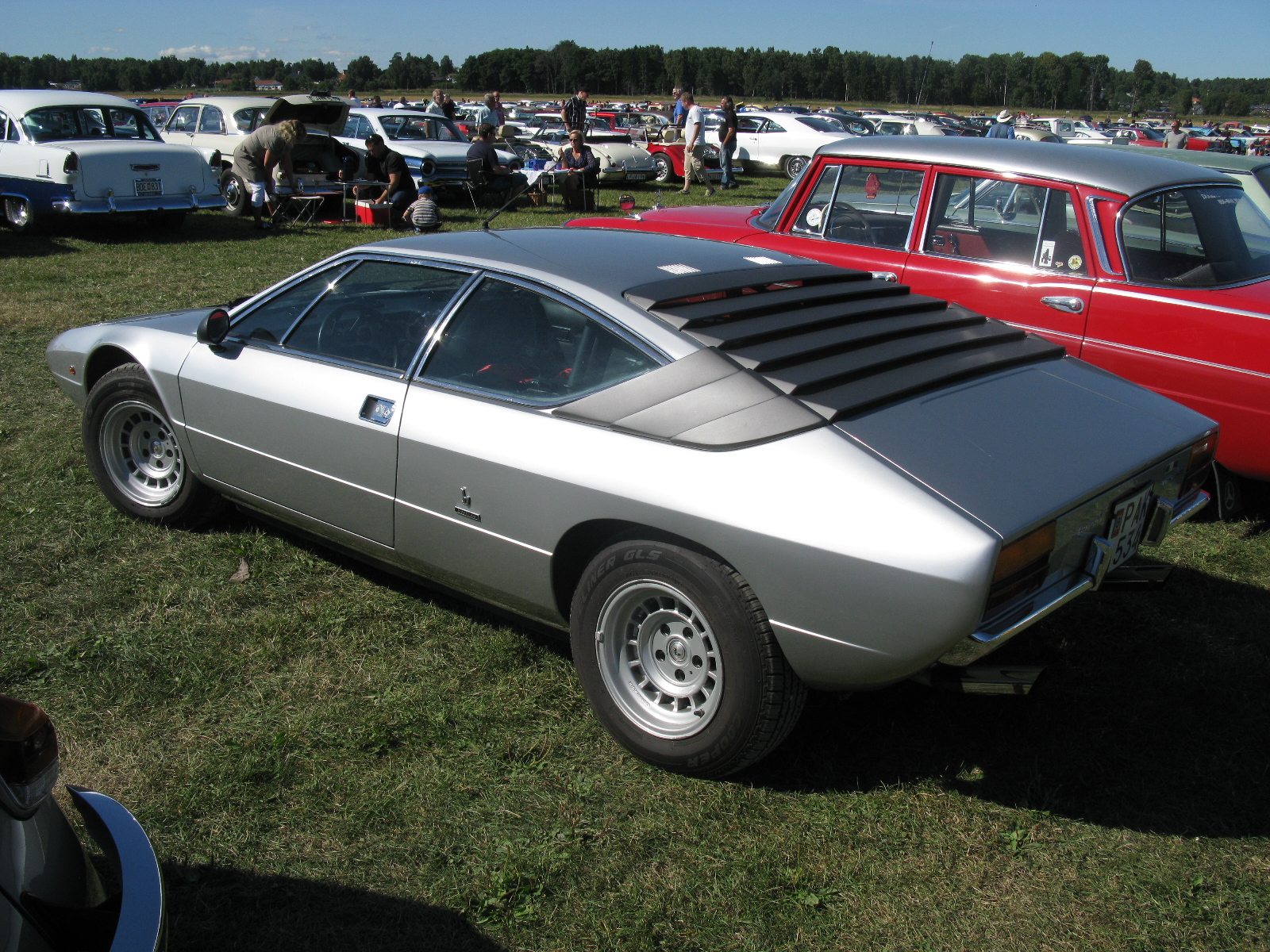

## Urraco P200
Модификация была представлена на Автошоу в Турине в 1974 году. Основное отличие от предыдущих модификаций — уменьшенный до 1995 см³ (182 л. с.) объём двигателя. Модификация получилась не очень успешная, и, как результат было продано всего 66 автомобилей.